# Riot V
Riot V, anciennement Riot, est un groupe de heavy metal américain, originaire de New York. La formation originale du groupe est composée de Mark Reale et L. A. Kouvaris aux guitares, de Guy Speranza au chant, de Jimmy Iommi à la basse et de Peter Bitelli à la batterie.
Durant son existence, le groupe Riot a notamment joué avec AC/DC, Molly Hatchet, Sammy Hagar, Kiss, Vandenberg, Black Sabbath et Rush.

## Biographie

### Débuts (1975–1983)
Riot est formé en 1975 à New York lorsque le guitariste de Kon-Tiki, Mark Reale, et le batteur Peter Bitelli, recrutent le bassiste Phil Feit et le chanteur Guy Speranza. Cette formation enregistre quatre démos. En 1977, le groupe sort son premier album, Rock City. La même année, Kouvaris est remplacé par le guitariste Rick Ventura. En 1979, ils enregistrent leur second album, Narita. Jimmy Iommi et Peter Bitelli quittent alors également le groupe. Ils sont remplacés par le bassiste Kip Leming et le batteur Sandy Slavin. Riot commence à tourner en première partie de groupes qui ont déjà une réputation bien établie, tels AC/DC ou Molly Hatchet.
Deux ans plus tard, en 1981, la formation sort son troisième album : Fire Down Under, qui reste l'album référence du groupe puisqu'il est considéré par les critiques comme l'un des meilleurs albums de hard rock du début des années 1980[réf. souhaitée]. Cependant, après ce troisième album, le chanteur Guy Speranza quitte le groupe. Il est remplacé par Rhett Forrester.
Riot enregistre Restless Breed, qui parait en 1982. Deux ans après sort l'album Born in America. Peu de temps après, le guitariste leader Mark Reale annonce qu'il reconfigure le groupe, qui est dans un premier temps renommé The Mark Reale Projec» avant de redevenir Riot. Cette dernière formation est composée du chanteur Tony Moore, du bassiste Don Van Stavern et du batteur Bobby Jarzombek.

### Séparation et retour (1983–2012)
Le groupe enregistre les albums Thundersteel en 1988, puis The Privilege of Power en 1990. Il fait une tournée au Japon, dont est tiré le deuxième album live du groupe, Riot in Japan - Live!! (1992). Le guitariste Mike Flyntz vient seconder Mark Reale à la guitare, et le bassiste Peter Perez remplace Stavern.
Riot sort Nightbreaker en 1994, puis The Brethren of the Long House en 1996. La même année, Jarzombek quitte le groupe. Inishmore voit le jour en 1998 et Song of the Society l'année suivante. Le chanteur Rhett Forrester est assassiné le 22 janvier 1994. Alors qu'il tente d'empêcher des hommes de voler son véhicule, il est abattu en pleine rue. Ses assassins n'ont jamais été arrêtés.
Le 12 août 2011, le groupe annonce être en plein mixage d'un nouvel album, intitulé Immortal Soul, qui est d'abord publié le 18 octobre au Japon au label Marquee Inc.,. Il sera publié en Allemagne le 28 octobre, et en Europe et en Amérique du Nord le 31 octobre, au label SPV avec seulement 12 morceaux. Riot ouvre en concert pour HammerFall pour leur tournée à venir European Outbreak 2011 avec des dates confirmées en octobre et novembre, mais cette tournée est annulé.
Le 25 janvier 2012, le fondateur du groupe, Mark Reale, meurt à l'âge de 56 ans à l'hôpital de San Antonio. Il succombe à la maladie de Crohn, après une longue bataille.

### Riot V (depuis 2013)

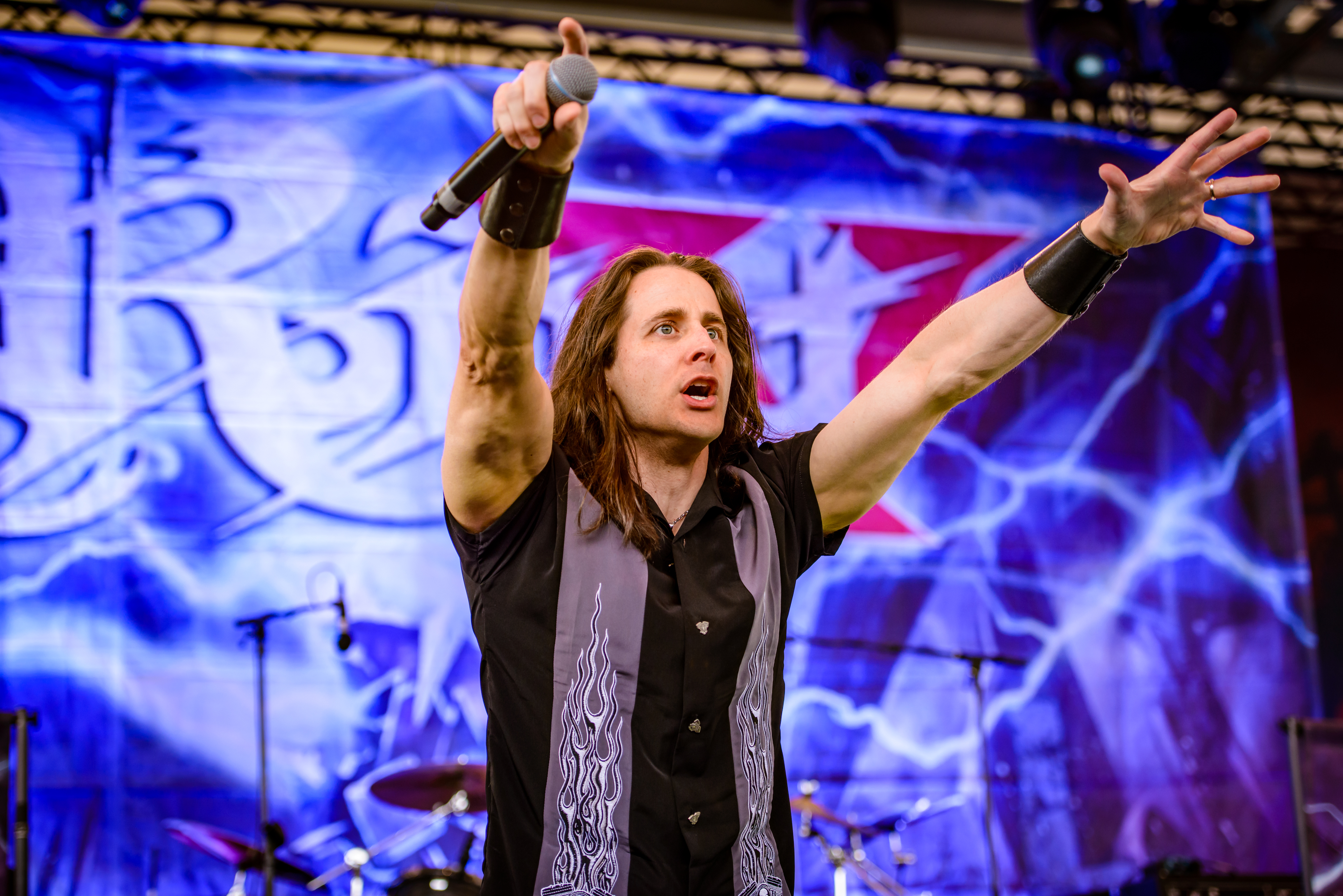
Riot V au RockHard Festival en 2016.

Le groupe se réunit officiellement sous le nom de Riot V, nommé d'après Todd Michael Hall, cinquième chanteur officiel, qui remplace Moore. Van Stavern révèle que Moore ne voulait pas continuer l'aventure car il voulait passer plus de temps avec sa famille. En 2016, le groupe joue au RockHard Festival.

## Membres

### Membres actuels
- Mike Flyntz – guitare (1989–2012, depuis 2013)
- Don Van Stavern – basse (1986–1990, 2008–2012, depuis 2013)
- Todd Michael Hall – chant (depuis 2013)
- Nick Lee – guitare (depuis 2014)
- Frank Gilchriest – batterie (2003–2007, depuis 2014)

## Discographie
- 1977 : Rock City
- 1980 : Narita
- 1981 : Fire Down Under
- 1982 : Restless Breed
- 1983 : Riot - Live
- 1984 : Born in America
- 1988 : Thunder Steel
- 1990 : The Privilege of Power
- 1992 : Riot In Japan - Live!!
- 1994 : Nightbreaker
- 1996 : The Brethren of the Long House
- 1998 : Inishmore
- 1998 : Shine On (live)
- 1999 : Sons of Society
- 2002 : Through the Storm
- 2006 : Army of One
- 2011 : Immortal Soul
- 2014 : Unleash the Fire
- 2018 : Armor of Light